# Walcheren

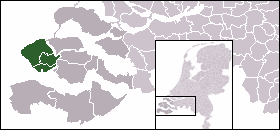
Localisation de la presqu'île de Walcheren.

Walcheren est une ancienne île zélandaise, aux Pays-Bas. De nos jours, elle forme l'extrémité d'une presqu'île bordée par la mer du Nord, l'Escaut occidental et le Veerse Meer. Walcheren est limitrophe de Borsele et Goes, communes de Zuid-Beveland. 
Walcheren compte 113 000 habitants pour une superficie de 216 km2 : c'est l'ancienne île zélandaise la plus densément peuplée.
Trois communes se partagent ce territoire : Flessingue, Middelbourg (chef-lieu de la province) et Veere. L'ancienne île est traversée par le canal de Walcheren entre Flessingue et Veere.

## Histoire

### Époque pré-romaine
Walcheren était initialement une portion de la côte batave couverte de dunes littorales à l'ouest, de forêts à l'est et peuplée de Frisiavons. Les fondations d'un temple frisiavon consacré à la déesse Nehalennia ont été découvertes en 1647. Les autels de ce temple étaient couverts d'hymnes à la déesse, en reconnaissance de traversées réussies de la mer du Nord.

### Période romaine

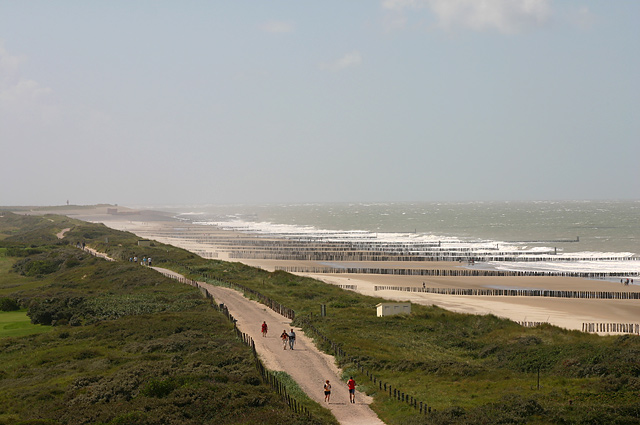
La plage de Dombourg

À l'époque romaine, Walcheren est devenue une île après les IIIe et IVe siècles, lorsqu'une grande partie de la Zélande a été submergée. Durant cette période, la cité de Dombourg est un centre commercial important et la romanisation des Frisiavons est probable car durant l'antiquité tardive, Dombourg apparaît sous les noms de Walacr(i)a, Gualacra, Walachria, Walichrum, Walkaria, Walchra, Walachia provenant du mot germanique walh signifiant « non-germain », à l'origine d'autres toponymes apparentés comme Wales, Wallonie, Welsches ou Valaques.

### Moyen Âge
Au cours du IXe siècle, le vieux-francique est parlé à Walcheren où des citadelles sont construites afin de protéger l'île contre les invasions des Normands. C'est le cas de Middelbourg et de Souburg (de zuid-burcht : « la citadelle du sud »). On peut encore voir la citadelle de terre à Souburg. En 837 (838 ou 841 selon d'autres sources), Lothaire Ier cède néanmoins l'île à un chef viking : Haraldr Klakk.
Pour se protéger des inondations, les Walcherenois élevèrent de petites buttes, les vliedbergen. À partir du XIe siècle, des moines venus de Flandre commencent à poldériser l'île qui est de moins en moins submergée. L'argile fertile de Zélande est propice à l'agriculture et la prospérité dans le territoire augmente grâce au commerce maritime.
À partir du XIIe siècle, des villages et des villes apparaissent. Du fait de la bonne accessibilité par mer, l'intérêt de villes comme Middelbourg, Veere et Flessingue croît rapidement vers le XIVe siècle.
En 1246 le roi Louis IX de France, doit arbitrer les droits de succession des enfants de Marguerite de Constantinople, donnant la Flandre aux enfants de Dampierre, et le Hainaut aux enfants d'Avesnes. Ceci semblerait avoir réglé la question, mais en 1253 de nouveaux problèmes surgissent. Jean le fils le plus âgé, d'Avesnes n'étant pas satisfait de son sort, convainc Guillaume II, comte de Hollande, Roi de Germanie, son beau-frère, de s'emparer du Hainaut et des régions de Flandre qui se trouvent dans les limites de l'empire. Une guerre civile s'ensuit, qui finit quand les forces d'Avesnes sont défaites à Walcheren et Dampierre emprisonné.

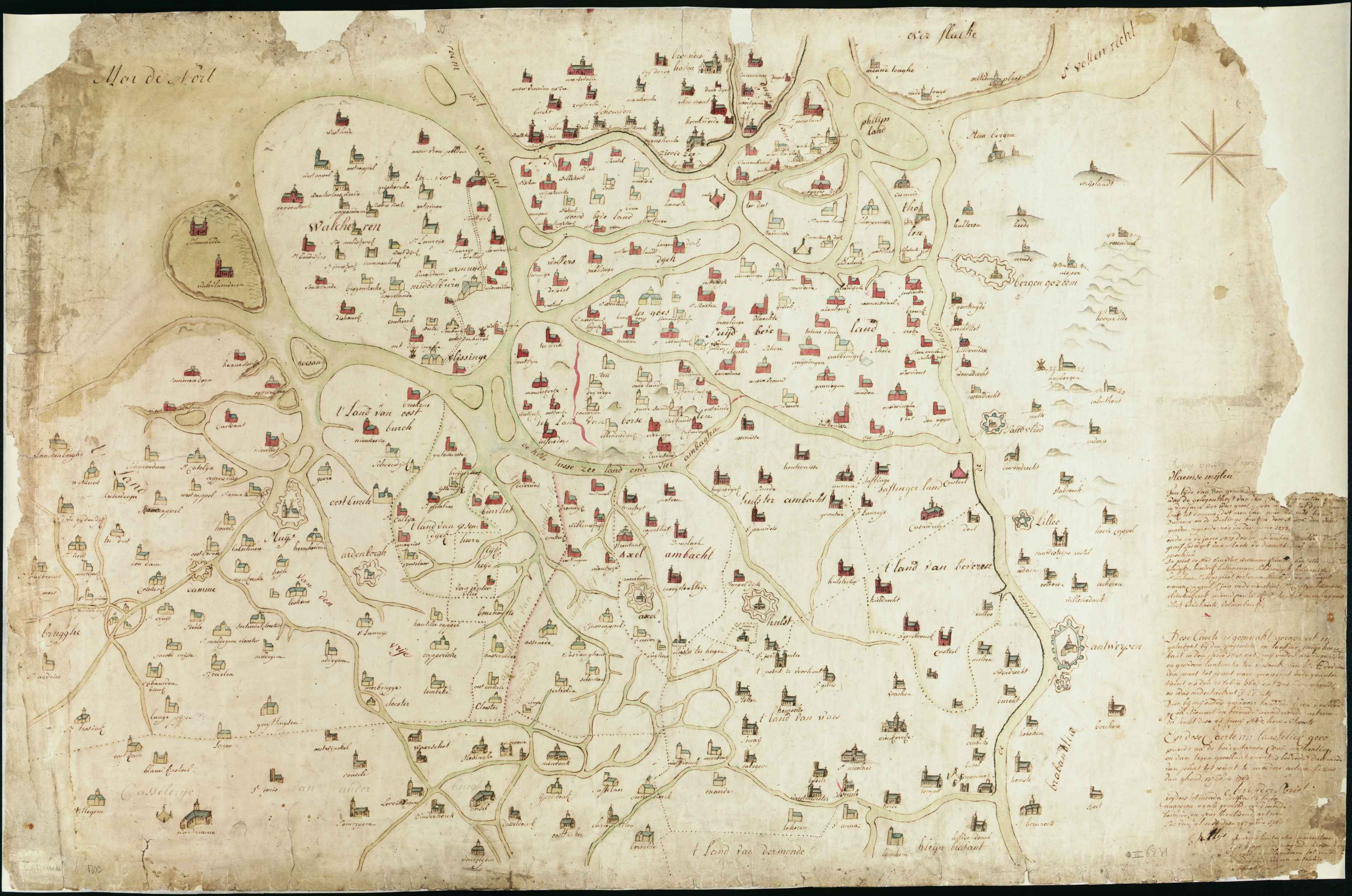
Walcheren (en haut à gauche) sur une carte de 1274.

### XVIeetXVIIesiècles

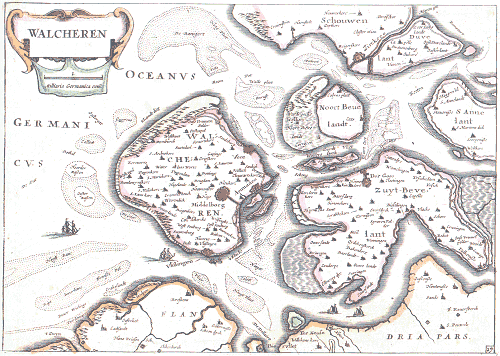
Carte de l'île de Walcheren en 1696.

Au cours de la guerre de Quatre-Vingts Ans, l'île a souvent été le théâtre d'opérations militaires. De plus, Walcheren a aussi été submergée par l'inondation de la Toussaint en 1570.

### XVIIIeetXIXesiècles
Durant cette période, la prospérité décline. L'économie stagne, à l'exception de l'agriculture. Du 30 juillet au 10 décembre 1809, une expédition britannique sur Walcheren vise à soutenir l'attaque contre le port d'Anvers aux mains des Français, dans le cadre de la Cinquième Coalition lors des guerres napoléoniennes. La construction du Sloedam sur le Sloe en 1871 relie Walcheren à Zuid-Beveland.

### XXesiècle

#### Seconde Guerre mondiale

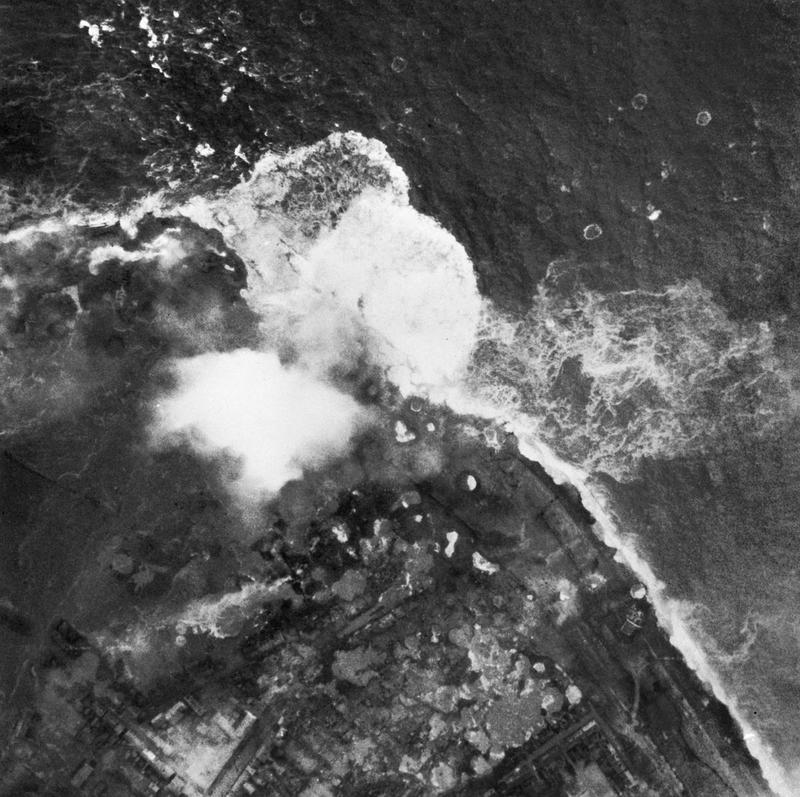
Photographie aérienne des bombardements du 3 octobre 1944.

L'île est occupée par l'Allemagne nazie en mai 1940. Comme dans l'ensemble des Pays-Bas, l'occupation est très dure et les Walcherenois sont consignés dans leur île et soumis aux réquisitions. Après le débarquement de Normandie en juin 1944, les Alliés montent rapidement en direction des Pays-Bas. En septembre, les provinces méridionales sont libérées, y compris la Flandre zélandaise. L'échec de l'opération Market Garden met un terme provisoire à l'avancée et l'armée allemande continue à occuper Walcheren. Elle maîtrisait de ce fait la voie d'accès jusqu'à la ville portuaire d'Anvers. Or, les armées alliées avaient un grand besoin de ses installations portuaires : les ports normands étaient trop petits et trop éloignés.
Pour ouvrir la voie d'accès vers Anvers, il était donc aussi nécessaire de prendre Walcheren. Mais la forte défense allemande rendait un débarquement périlleux. Pour cette raison, les Alliés bombardèrent le 3 octobre les digues de Walcheren à Westkapelle. Des avions alliés avertirent le 2 octobre les Westkapellois au moyen de largages aériens de tracts, mais la population étant consignée par l'occupant, ne pouvait aller nulle part et 180 habitants de Westkapelle trouvèrent la mort ; 600 des 650 logements du village furent détruits. Les digues à Flessingue et à Veere ont aussi été bombardées. Walcheren se trouva alors sous eau. Le but était de désorganiser suffisamment la défense allemande afin de préparer une attaque amphibie. Le 17 octobre, Westkapelle a de nouveau été attaqué afin d'agrandir et approfondir la brèche dans la digue.
Le 24 octobre, la 2e division canadienne a pris le Kreekrakdam après des combats très vifs. Le jour suivant, elle put libérer les villages de Rilland et de Bath. La 52e division écossaise Lowland atterrit sur la côte sud du Zuid-Beveland. Ce n'est que le 30 octobre que le Zuid-Beveland fut libéré entièrement.
Le 1er novembre, les Allemands furent finalement suffisamment affaiblis pour que les Anglais puissent débarquer. À l'issue de la bataille de la chaussée de Walcheren, le 8 novembre, Walcheren était libérée.

#### Inondations de 1953
Dans la nuit du 31 janvier au 1er février 1953, la Zélande a été touchée par une inondation majeure. Walcheren, dont les digues avaient été restaurées, fut alors dans une large mesure préservée. Pour prévenir une catastrophe semblable à l'avenir, les travaux du plan Delta ont été entrepris à partir de 1958. Un effet collatéral de ces travaux fut que les liaisons avec le reste des Pays-Bas ont été considérablement améliorées.

#### Plan Delta
Le Veerse Gatdam de 1961, une partie des travaux du plan Delta, relia Walcheren avec l'ile de Noord-Beveland. L'ancien Veerse Gat s'appelle de nos jours le Veerse Meer ; c'est une zone de sport nautique populaire qui attire de nombreux touristes.
Du fait de la construction du Veerse Gatdam, la ville Veere, n'a plus de port, raison pour laquelle la flottille de pêche de la ville a été dispersée dans d'autres ports de pêche.
La longueur de la côte a été considérablement réduite par la construction du barrage, ce qui diminue fortement le danger d'inondation.